# Liste der Kreisstraßen im Landkreis Karlsruhe
Diese Liste enthält die Kreisstraßen im baden-württembergischen Landkreis Karlsruhe.

## Abkürzungen
- K: Kreisstraße
- L: Landesstraße

## Liste
Die Kreisstraßen behalten die ihnen zugewiesene Nummer nicht bei einem Wechsel in einen anderen Stadt- oder Landkreis. Nicht vorhandene bzw. nicht nachgewiesene Kreisstraßen sind kursiv gekennzeichnet, ebenso Straßen und Straßenabschnitte, die unabhängig vom Grund (Herabstufung zu einer Gemeindestraße oder Höherstufung) keine Kreisstraßen mehr sind.
Der Straßenverlauf wird in der Regel von Nord nach Süd und von West nach Ost angegeben.
| Nr.    | Verlauf |
| ------ | --- |
| K 3500 | in Gondelsheim – K 3501 – K 3506 – in Gondelsheim                                                                        |
| K 3501 | K 3579 in Büchenau – Untergrombach – – Obergrombach – K 3502 – K 3500 in Gondelsheim                                     |
| K 3502 | K 3501 in Obergrombach – in Helmsheim                                                                                    |
| K 3503 | L 554 in Münzesheim – Oberacker – L 618 – K 3506 – K 3504 –                                                              |
| K 3504 | K 3506 in Büchig – K 3503                                                                                                |
| K 3505 | K 3506 in Bauerbach – |
| K 3506 | L 559 in Jöhlingen – Binsheim – Gondelsheim – K 3500 – Neibsheim – Büchig – K 3504 – K 3503 – Bauerbach – K 3505 – L 554 |
| K 3507 | K 3512 in Sickingen – – L 593                                                                                            |
| K 3509 | L 593 in Sulzfeld – Kreisgrenze – (K 2060 im Landkreis Heilbronn)                                                        |
| K 3510 | L 593 in Sulzfeld – Kreisgrenze – (K 2059 im Landkreis Heilbronn)                                                        |
| K 3511 | L 618 in Zaisenhausen – L 593 in Sulzfeld                                                                                |
| K 3512 | K 3513/K 3516 – L 618 – K 3507 in Sickingen                                                                              |
| K 3513 | K 3512 – Bahnbrücken |
| K 3514 | L 553 in Landshausen – Kreisgrenze – (K 2057 im Landkreis Heilbronn)                                                     |
| K 3516 | L 553 in Menzingen – K 3512/K 3513                                                                                       |
| K 3517 | L 554 – Oberöwisheim – Neuenbürg – Odenheim – L 552 – Eichelberg – K 3518 – L 551                                        |
| K 3518 | K 3517 in Eichelberg – L 552                                                                                             |
| K 3520 | (K 4172 im Rhein-Neckar-Kreis) – Kreisgrenze – in Östringen                                                              |
| K 3521 | (K 4167 im Rhein-Neckar-Kreis) – Kreisgrenze – in Östringen                                                              |
| K 3522 | L 555 – Kronau – Bad Mingolsheim – –                                                                                     |
| K 3523 | K 3524 in Weiher – K 3575 – in Ubstadt                                                                                   |
| K 3524 | K 3575/K 3584 – Weiher – K 3523 – K 3525 – Forst – K 3526 – L 556                                                        |
| K 3525 | L 560 – Hambrücken – L 556 – K 3524                                                                                      |
| K 3526 | K 3524 in Forst – in Bruchsal                                                                                            |
| K 3527 | K 3528 in Karlsdorf – L 558 in Bruchsal                                                                                  |
| K 3528 | K 3527 in Karlsdorf – Neuthard – K 3529 – Spöck – L 558                                                                  |
| K 3529 | – Neuthard – K 3528 – L 558                                                                                              |
| K 3531 | K 3574 in Graben – / |
| K 3532 | L 602 in Liedolsheim – K 3533                                                                                            |
| K 3533 | L 602 in Rußheim – K 3532 – Graben – L 558                                                                               |
| K 3534 | L 555 in Rheinsheim – K 3574 in Huttenheim                                                                               |
| K 3535 | L 602 – L 560 – L 536 in Wiesental                                                                                       |
| K 3536 | L 555 in Kirrlach – Kreisgrenze – (K 4152 im Rhein-Neckar-Kreis)                                                         |
| K 3537 | L 555/L 602 – Oberhausen – K 3578 – L 555/L 560                                                                          |
| K 3538 | K 3578 in Rheinhausen – Kreisgrenze – (K 4151 im Rhein-Neckar-Kreis)                                                     |
| K 3539 | K 3579 in Staffort – L 559 in Weingarten (Baden)                                                                         |
| K 3541 | in Berghausen – Wöschbach – Wöschbach-Südost                                                                             |
| K 3544 | L 613 – Spessart |
| K 3546 | L 607 – K 3547 in Schluttenbach                                                                                          |
| K 3547 | K 3546 in Schluttenbach – L 613 in Schöllbronn                                                                           |
| K 3548 | (K 3709 im Landkreis Rastatt) – Kreisgrenze – K 3582                                                                     |
| K 3549 | K 3582 in Waldprechtsweier – Kreisgrenze – (K 3708 im Landkreis Rastatt)                                                 |
| K 3551 | L 608 – Völkersbach – L 613 – K 3554                                                                                     |
| K 3552 | K 3554 – Kreisgrenze – (K 3706 im Landkreis Rastatt)                                                                     |
| K 3553 | L 613 in Schöllbronn – K 3554                                                                                            |
| K 3554 | L 564 in Fischweier – K 3553 – K 3551 – K 3552 – Marxzell – L 564 – Schielberg                                           |
| K 3555 | L 564 – Pfaffenrot – Kreisgrenze – (K 4549 im Enzkreis)                                                                  |
| K 3556 | L 564 – Etzenrot – Spielberg – K 3557 – K 3585 – L 622 in Ittersbach                                                     |
| K 3557 | K 3556 in Spielberg – L 622                                                                                              |
| K 3559 | L 622 in Ittersbach – Kreisgrenze – (K 4547 im Enzkreis)                                                                 |
| K 3561 | L 609 in Busenbach – L 562 in Reichenbach                                                                                |
| K 3562 | L 562 in Langensteinbach – K 3563 – Kreisgrenze – (K 4535 im Enzkreis)                                                   |
| K 3563 | L 563 in Mutschelbach – K 3562                                                                                           |
| K 3564 | L 562 in Auerbach – Kreisgrenze – (K 4537 im Enzkreis)                                                                   |
| K 3565 | L 571 in Wössingen – Kreisgrenze – (K 4533 im Enzkreis)                                                                  |
| K 3566 | – Dürrenbüchig |
| K 3567 | K 3568 – Kreisgrenze – (K 4532 im Enzkreis)                                                                              |
| K 3568 | in Bretten – K 3567 – Sprantal – Kreisgrenze – (K 4531 im Enzkreis)                                                      |
| K 3569 | in Bretten – Ruit – K 3570 –                                                                                             |
| K 3570 | K 3569 in Ruit – Kreisgrenze an der (K 4520 im Enzkreis)                                                                 |
| K 3571 | – Kreisgrenze – (K 4519 im Enzkreis)                                                                                     |
| K 3572 | K 3573 in Diedelsheim – Rinklingen – in Bretten                                                                          |
| K 3573 | / – Diedelsheim – K 3572 – /                                                                                             |
| K 3574 | K 3534 in Huttenheim – Neudorf – K 3531 in Graben                                                                        |
| K 3575 | L 555 in Kronau – K 3576 – K 3524 – K 3584 – K 3523 –                                                                    |
| K 3576 | K 3575 – in Bad Langenbrücken                                                                                            |
| K 3577 | Stettfeld West – in Stettfeld                                                                                            |
| K 3578 | K 3538 – Rheinhausen – Oberhausen – K 3537 – L 555                                                                       |
| K 3579 | L 559 – Friedrichstal – L 560 – Staffort – K 3539 – Büchenau – K 3501 – L 558                                            |
| K 3580 | L 559 in Leopoldshafen – Eggenstein – /L 604                                                                             |
| K 3581 | in Forchheim – Silberstreifen – L 566                                                                                    |
| K 3582 | L 608 in Malsch – Waldprechtsweier – K 3549 – K 3548 – Kreisgrenze – (K 3727 im Landkreis Rastatt)                       |
| K 3583 | L 622 – Kreisgrenze – (K 4575 im Enzkreis)                                                                               |
| K 3584 | K 3524/K 3575 – in Stettfeld                                                                                             |
| K 3585 | L 564 – K 3556 – L 622                                                                                                   |